# Oberhonnefeld-Gierend
Oberhonnefeld-Gierend ist eine Ortsgemeinde im Landkreis Neuwied im Norden von Rheinland-Pfalz. Die Gemeinde gehört der Verbandsgemeinde Rengsdorf-Waldbreitbach an.

## Geographie
Die Gemeinde liegt im Naturpark Rhein-Westerwald nördlich von Rengsdorf.

### Gemeindegliederung
Oberhonnefeld-Gierend setzt sich aus drei Ortsteilen zusammen:

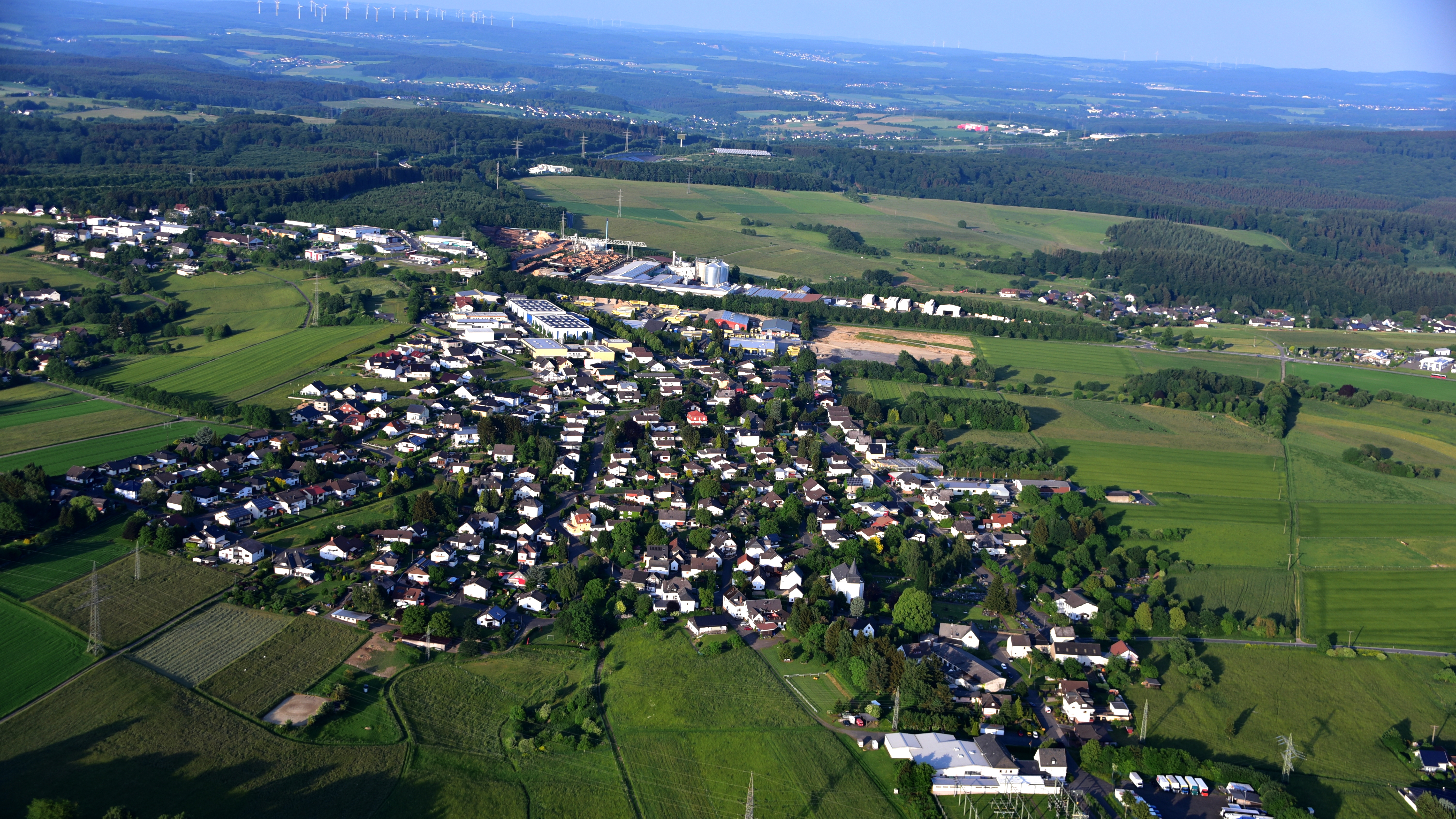
Oberhonnefeld-Gierend, Luftaufnahme (2018)

- Oberhonnefeld
- Gierend
- Gierenderhöhe

## Geschichte
Um 1000 wird erstmals eine Kirche in Oberhonnefeld erwähnt.
Siehe auch Liste der Kulturdenkmäler in Oberhonnefeld-Gierend
Bevölkerungsentwicklung
Die Entwicklung der Einwohnerzahl von Oberhonnefeld-Gierend bezogen auf das heutige Gemeindegebiet; die Werte von 1871 bis 1987 beruhen auf Volkszählungen:
| Jahr | Einwohner |
| 1815 | 118       |
| 1835 | 177       |
| 1871 | 266       |
| 1905 | 287       |
| 1939 | 326       |
| 1950 | 364       |

| Jahr | Einwohner |
| 1961 | 408       |
| 1970 | 412       |
| 1987 | 706       |
| 1997 | 835       |
| 2005 | 1.022     |
| 2023 | 1.042     |

## Politik

### Bürgermeister
Harald Berndt wurde am 29. September 2022 Ortsbürgermeister von Oberhonnefeld-Gierend. Bei der Direktwahl am 18. September 2022 war der bisherige Erste Beigeordnete mit einem Stimmenanteil von 94,3 % gewählt worden. Er wurde im Juni 2024 wiedergewählt.
Berndts Vorgänger Oliver Weihrauch hatte das Amt am 9. Juli 2019 übernommen. Bei der Direktwahl am 26. Mai 2019 war er mit einem Stimmenanteil von 87,96 % für fünf Jahre gewählt worden. Im Mai 2022 kündigte Weihrauch jedoch an, das Amt aus gesundheitlichen Gründen zum 31. Mai 2022 vorzeitig niederzulegen, wodurch die Neuwahl erforderlich wurde. Vorgängerin von Oliver Weihrauch war Rita Lehnert. Sie übte das Amt zehn Jahre aus.

### Wappen
| | Blasonierung: „Gespalten durch eine eingebogene Spitze, darin eine schwarze Kirche in Vorderansicht, der Turm mit geöffnetem Rundbogentor, gespaltenem und geöffnetem Fenster im Glockengeschoss und spitzem, mit dem Wetterhahn besteckten Zeltdach; vorn achtmal schräggeteilt von Gold und Rot, belegt von einem achtspeichigen schwarzen Zahnrad; hinten in Grün eine dreizeilige goldene Ähre, der Halm mit zwei umgebogenen Blättern.“ |
| Wappenbegründung: Die golden-rote Schrägteilung ist das Heroldsbild des ältesten Wappens der Grafen von Wied aus dem Jahre 1218 und weist darauf hin, dass die Gemeinde zum Allodialbesitz der Grafen von Wied gehörte. Das Zahnrad symbolisiert die ehemaligen, bis zum Ausgang des 18. Jahrhunderts betriebenen Eisen- und Kupfergruben und -hütten im Kirchspiel Honnefeld. Die Ähre versinnbildlicht den Getreideanbau, das Grün die waldreiche Umgebung der Gemeinde. Die abgebildete Kirche soll die evangelische Pfarrkirche in Oberhonnefeld, eine klassizistische Saalkirche, darstellen. Das Wappen ist rechtsgültig seit dem 3. Juni 1981 nach einem Entwurf von Albert Meinhard, Neuwied. | |

## Verkehr
Östlich der Gemeinde verläuft die Bundesstraße 256, die von Neuwied nach Altenkirchen führt. Die nächste Autobahnanschlussstelle ist Neuwied an der Bundesautobahn 3. Der nächstgelegene ICE-Bahnhof befindet sich in Montabaur an der Schnellfahrstrecke Köln–Rhein/Main.

## In Oberhonnefeld geborene Persönlichkeiten

David Dreydoppel, gezeichnet von Carl zu Wied-Neuwied

- David Dreydoppel (1793–1866), Fürstlich Wiedischer Hofjäger, Wegbegleiter des Prinzen Maximilians zu Wied-Neuwied[10]
- Martin Cremer (1913–1988), Bibliothekar, Leiter der Westdeutschen Bibliothek und der Deutschen Schillergesellschaft